# Nikki Teasley
Michelle Nicole Teasley, detta Nikki (Washington, 22 marzo 1979), è un'ex cestista statunitense, professionista nella WNBA.

## Carriera
È stata selezionata dalle Portland Fire al primo giro del Draft WNBA 2002 (5ª scelta assoluta).

## Palmarès
- Campionessa WNBA (2002)
- 2 volte All-WNBA Second Team (2003, 2004)
- 2 volte migliore passatrice WNBA (2004, 2006)